# Bocom Financial Towers
Les BOCOM Financial Towers sont deux gratte-ciel conjoints culminants à 230 mètres situés à Shanghai en Chine.
Les architectes sont l'agence d'architecture allemande ABB Architekten et la société chinoise East China Architectural Design & Research Institute  (ECADI) basée à Shanghai.